# Søren Jaabæk

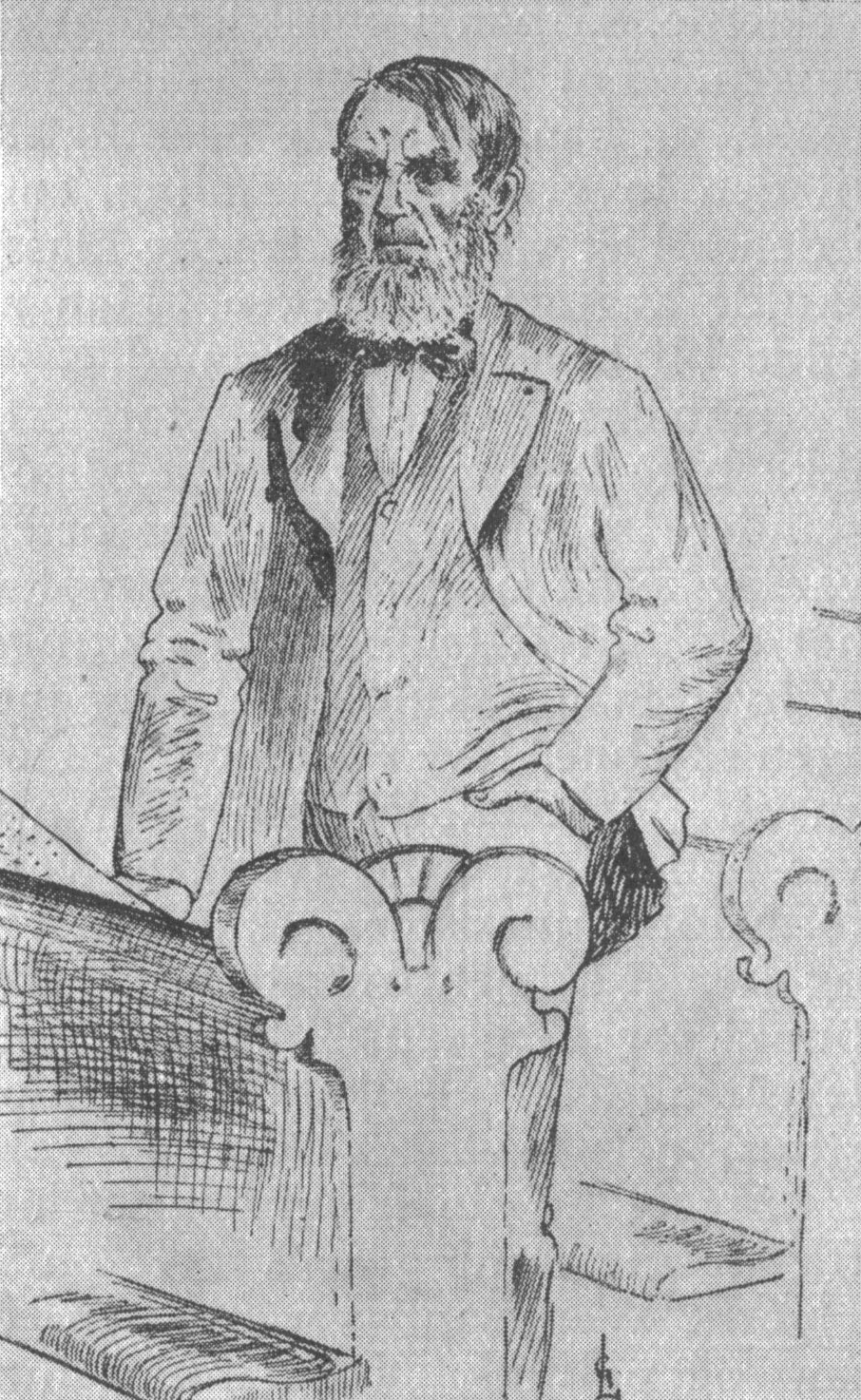
Søren Jaabæk

Søren Pedersen Jaabæk (* 1. April 1814 in Holum (heute Mandal); † 7. Januar 1894 in Holum) war ein norwegischer Landwirt und Politiker.

## Jugend
Seine Eltern waren der Landwirt Peder Sørensen Holmesland (1788–1849) und dessen Frau Sille Johanne Hansdatter Lone (1788–1862). Er wuchs auf dem väterlichen Hof auf. Mit 17 Jahren wurde er Lehrer in einer Wanderschule. Der dortige Pfarrer gab ihm einen vierwöchigen Schnellkurs. Er war bei den Kindern beliebt, denn er lehnte Prügelstrafe und Paukmethoden ab und legte Wert darauf, dass die Kinder verstanden, was sie lasen.

## Die Anfänge
Mit 23 Jahren zog er nach Jåbekk im Halse sogn. Dort heiratete er am 26. Juni 1837 seine Kusine Elen Gurine Jaabæk geborene Holmesland (11. April 1808–10. Januar 1894), Witwe des Haagen Eriksen Jaabæk, Tochter des Landwirts Tolli Aanensen Nøding (1785–1863) und dessen Frau Aaslu Sørensdatter Holmesland (1786–1861), und nahm deren Familiennamen an. Bald bekam der den Küster- und Lehrerposten in Harkmark, den er bis 1845 innehatte. Ab 1842 war er Bürgermeister von Halse und Harkmark. Er war von der englischen Regierungsform sehr beeindruckt. Er lernte Englisch und Deutsch, um die politischen und philosophischen Schriften im Original lesen zu können. Er wünschte sich eine echte Oppositionspartei und eine Regierung, die im Parlament ihre Wurzeln hat und nicht vom König eingesetzt wird. „Partei“ war zu seiner Zeit fast ein Schimpfwort. Man war der Meinung, jeder Abgeordnete müsse nach seiner eigenen Überzeugung abstimmen, ohne an ein Parteiprogramm gebunden zu sein.

## Politische Einstellung

### Demokratischer Radikalismus und ökonomischer Liberalismus
Seine politische Einstellung waren „demokratischer Radikalismus“ und „ökonomischer Liberalismus“. Er war stark beeinflusst von John Stuart Mill, der für eine möglichst große Freiheit für den einzelnen Bürger und einer entsprechend schwachen Staatsmacht eintrat. Auch Jaabæk forderte, dass der Staat keine Aufgaben übernehmen dürfe, die tatkräftige Bürger genauso gut erledigen könnten. Damit hing auch seine Forderung nach Sparsamkeit im Staatshaushalt zusammen. „Regiere so wenig, wie es zum Erhalt der Ordnung möglich ist“ war sein Motto. Aber er war sich auch im Klaren darüber, dass Gesetze zum Schutz schwacher Gruppen notwendig seien. Ein Mittel dafür sah er in einer festen gesetzlichen Rente, was er aber nicht durchsetzen konnte. Er trat für die „Schuldsklaven“ ein und schlug vor, die „Wucherer“ daran zu hindern, das Volk vollständig auszuplündern. Die Gleichheit der Menschen war ihm ein hohes Gut, und er betrachtete Privilegien als großes Übel. Die staatlichen Beamten mit ihren vielen Privilegien wollte er aus dem Storting entfernt wissen, wollte ihre hohen Gehälter herabsetzen, und er stimmte konsequent gegen ihre Pensionsberechtigung.
Sein Erfahrungshorizont war die bäuerliche Gesellschaft in Agder, arme Kleinbauern ohne Großgrundbesitzer, zäh in der Ablehnung von Steuern, Militärpflicht und Zentralregierung. Wegen seiner demokratischen Ideen wurde Jaabæk von seinen Zeitgenossen als „ultrarot“ angesehen. 1858 setzte er sich für das allgemeine Wahlrecht aller Männer und für die Direktwahl ein. Er war auch der erste, der sich am Rednerpult des Stortings als Republikaner bezeichnete. Er prangerte den königlichen Machtmissbrauch und seine Verschwendung an und veröffentlichte die Schrift Kongers og Keiseres Levevis (Die Lebensweise der Könige und Kaiser), wo er ein Sündenregister durch die Zeiten hindurch zusammenstellte.

### Radikale Sparsamkeit
Seine Sparsamkeit war so radikal, dass man seinen Namen Jaabæk in Neinbæk verballhornte. Er stimmte nicht nur gegen die Beamtenpensionen, sondern auch gegen die Erhöhung der Beamtengehälter, gegen die Zuschüsse für Bezirksärzte, gegen das Gehalt der Schulinspektoren, gegen die Dichterstipendien für Bjørnstjerne Bjørnson und Alexander Kjelland, gegen jede Erhöhung des Militärhaushalts und gegen die Bezuschussung von Ivar Aasens Forschung für das Nynorsk. Er wollte auch den gesamten Landwirtschaftshaushalt streichen, weil er meinte, die Landwirte könnten sich selbst am besten helfen. Er stimmte gegen den Haushaltsansatz für den Neubau der Eisenbahn. Dramatisch war auch sein Widerstand gegen die jährliche Einberufung des Storting. Er stimmte auch gegen einen Posten für die schwedisch-norwegische Union, weil er fürchtete, dass daraus dann ein noch teurerer Staatsministerposten erwachsen würde. Er war auch gegen die Einführung der Jury in die Strafprozessordnung, weil er Ausgaben für die Laienrichter befürchtete. Er berechnete sogar die Druckkosten für die Redebeiträge der Abgeordneten und hielt seine eigenen Redebeiträge kurz, um Papier und Arbeit für die Mitarbeiter des Stortings zu sparen.

## Praktische Politik

### Politik im Storting
1845–1892 war er Mitglied des Stortings. In den ersten 20 Jahren seiner Abgeordneten Zeit war Ole Gabriel Ueland der Führer der Bauern im Storting. In vielem waren sie Verbündete gegen die Beamtenfraktion. Aber der Furor Jaabæks gegen die Regierung und die Königsmacht waren nicht seine Linie. Der radikale Windstoß im Kielwasser der Februarrevolution 1848 machte sich beim Storting 1851 bemerkbar. Jaabæk hatte durchaus Sympathie für die Arbeiterpetition von Marcus Thrane, aber Sozialist wurde er nie. Im nächsten Jahrzehnt standen Wirtschaftsprobleme im Vordergrund, und radikale Ideen verschwanden von der Tagesordnung. 1851 wollte er die Opposition in einer Partei vereinen. Als die „Reformvereinigung“ gegründet wurde, gehörte er zum Leitungsgremium, kam aber in Konflikt mit seinen Kollegen und verließ die Vereinigung wieder.
Er unterstützte die Volksschulen als wichtiges Element der Bildung und stimmte sogar für einen festen staatlichen Etat für die Entlohnung der Lehrer und den Bau von Schulen und Bibliotheken. Dagegen setzte er den Rotstift bei den Höheren Schulen und der Realschule an, da diese den privilegierten Schichten dienten, die sich selber helfen sollten. Er befasste sich auch mit der Landwirtschaft und gründete die erste Fischzuchtanstalt für Junglachse.
Aber immer ging es um die Macht innerhalb der Opposition gegen die Beamtenregierung. Diesen Machtkampf gewann Johan Sverdrup, ein guter Taktiker und im Gegensatz zu Jaarbæk ein moderater Politiker. Sverdrup besetzte auch die nationalen Themen, die Jaarbæk nicht interessierten. Dieser war eher Antimilitarist, obgleich er die Notwendigkeit von Verteidigungsstreitkräften einsah. Trotz des Gegensatzes zwischen den beiden, schloss sich Jaabræk 1884 Sverdrup an, weil er einsah, dass seine Anhänger in ihrem Stimmverhalten unzuverlässig waren und nur Sverdrup in der Lage war, eine erfolgreiche Opposition gegen die Regierung anzuführen. Dies war die Geburtsstunde von „Venstre“. Als Sverdrup 1884 die Regierung bildete, unterstützte ihn Jaabæk trotz ihrer Gegensätze. Er, der Verächter des Königs, stimmte sogar der Erhöhung der Apanage des Prinzen zu. 1885 stimmte er entgegen seiner liberalistischen Einstellung aber auf seiner Linie des staatlichen Schutzes für die Schwachen für die gesetzliche Festlegung eines Normalarbeitstages für die Arbeiter.

### Außerparlamentarische Politik
1868 gründete er in Mandal die erste Vereinigung der Bauernfreunde (bondevennforening) und gab auch eine eigene Zeitung heraus, die Folketidende. Mit Hilfe dieser Zeitung unternahm er es mit einigem Erfolg, die oppositionelle Wählerschaft im Lande zu organisieren. Er war der einzige, der in dieser Zeitung die Übersetzung des Programms der Ersten Internationalen veröffentlichte. Zwischen 1867 und 1873 schlossen sich um die 300 Vereine mit um die 30 000 Mitgliedern zu einer „Jaabækrørsla“ (Jaabæk-Bewegung) und einem „Overbestyrelse“ (Dachverband) in Mandal zusammen. Seine Verbands-Zeitung hatte 1868 eine Auflage von 17 000. Diese Bewegung erfasste das ganze Land außer Finnmark und diente in erster Linie einer Mobilisierung der Wähler. Besonders 1868 kam er ins Storting mit einer großen Gruppe von Bauernfreunden. Aber so rasch wie die Bewegung aufblühte, so rasch sank sie nach 1873 wieder in sich zusammen. Die meisten Vereine verfielen in Lethargie. Als Grund dafür wird vermutet, dass die Wirtschaftskrise in den 60er Jahren zur Blüte geführt habe und die Erholung der Konjunktur in den 70er Jahren die Organisierung von Missvergnügten unattraktiv machte. Der Wendepunkt kam bereits 1871, als den Vereinen ein Misstrauensvotum gegen die Regierung zur Anhörung vorgelegt wurde. Die Reaktion war lau. Einige antworteten gar nicht, andere meinten, eine solche Sache müsse länger reifen.
Als das Interesse für seine Ideen in der Wählerschaft nachließ, verlor Jaabæk sein Interesse an der Vereinsarbeit. Er wandte sich den Amtsgeschäften in Lister und Mandals Amt (das heutige Vest-Agder) zu. 1879 stellte auch seine Zeitung Folketidende ihr Erscheinen ein. Die Zeit bis 1884 war die Zeit der Machtproben zwischen Regierung und Storting. Im Angriff gegen Staatsminister Frederik Stang und danach gegen Christian August Selmer das 1884 vor dem Reichsgericht endete, war er noch dabei, aber nicht mehr in vorderer Position. Die Kritik an den Beamten, die Sparpolitik und die Vorschläge zur Steuerermäßigung hatten ihn populär gemacht. Als er aber in seiner Zeitung auch gegen die Geistlichkeit vorging und respektlos über sie schrieb, fanden viele seiner Anhänger, dass das zu weit gehe. Entsprechend seinem Liberalismus trat er für die Trennung von Kirche und Staat ein und lehnte die Zwangskonfirmation ab. Er wurde daraufhin der Christentumsfeindlichkeit bezichtigt. Das war falsch, denn er war Kirchgänger und unterstützte die kirchliche Missionsarbeit. Aber er meinte, die Pfarrer verdunkelten das Evangelium, wenn sie als königliche Beamte tätig seien. Er zog die Gedanken Grundtvigs dem Pietismus vor. Er war auch nicht für die großen Erweckungsbewegungen, die damals weit verbreitet waren. Besonders Lars Oftedal war da als Gründer der „Inneren Mission“ von Bedeutung. Er hielt sie für oberflächlich und gefühlsselig. Seine Einstellung war ein rationalistisches Christentum, und er sah die Tätigkeit eines Pfarrers als ganz normalen Beruf wie andere auch an. So geriet er in Gegensatz zur Kirche und zu den Gebetskreisen. Als die Pfarrer von Lyngdal und Mandal es ablehnten, ihn bei einer Taufe 1872 als Taufpaten ins Kirchenbuch einzutragen, führte dies zu einer öffentlichen Kontroverse in der Presse. Der Dichter Arne Garborg sah sich zu der Schrift Jaabæk og Præsterne (Tvedestrand 1874) veranlasst. Er führte auch eine Beleidigungsklage gegen den Pfarrer Julius Riddervold wegen dessen Artikelserie „Jaabæks angreb paa kristendommen“ (Jaabæks Angriff auf das Christentum) (1872), die er in letzter Instanz verlor. Sein ältester Sohn wanderte nach Minnesota aus. Er verteidigte daraufhin die Auswanderung gegen viele Angriffe: Wenn Norwegen seinen Bürgern keine Arbeit verschaffen könne, dann sei es gut, dass das freie Amerika dies biete.

## Das Ende
Im höheren Alter wurde er schwerhörig und nahm nur selten an Debatten teil. 1891 schied er aus dem Storting aus und zog nach Holum. Dort starben er und wenige Tage später auch seine Frau. Sie wurden dort unter großer Anteilnahme begraben. Im Storting steht eine Marmorbüste, die Mathias Skeibrok geschaffen hat. Als Dank für seinen Einsatz für die Schüler und Lehrer errichteten diese einen Gedenkstein in Mandal mit einem Portraitrelief von Lars Utne. Er wurde 1909 enthüllt.